# Terphothrix pura
Terphothrix pura är en fjärilsart som beskrevs av Walker 1856. Terphothrix pura ingår i släktet Terphothrix och familjen tofsspinnare. Inga underarter finns listade i Catalogue of Life.